# Svätuš
Svätuš est un village de Slovaquie situé dans la région de Košice.

## Histoire
Première mention écrite du village en 1386.

## Démographie

### Évolution de la population
| Année:               | 1994. | 2004.    | 2014.   | 2024.    |
| -------------------- | ----- | -------- | ------- | -------- |
| Nombre de personnes: | 148   | 119      | 113     | 97       |
| Différence:          |       | -19,59 % | -5,04 % | -14,15 % |

| Année:               | 2023. | 2024.   |
| -------------------- | ----- | ------- |
| Nombre de personnes: | 96    | 97      |
| Différence:          |       | +1,04 % |

## Politique
| Nom            | Parti politique         | Date de l'élection | Fin du mandat |
| -------------- | ----------------------- | ------------------ | ------------- |
| Vojtech Gomboš | ĽS-HZDS,SNS,KDH,SDKÚ-DS | 02.12.2006         | Déc. 2010     |